# Sweet Talkin' Woman
«Sweet Talkin' Woman» es una canción del grupo británico Electric Light Orchestra, publicada en el álbum de estudio Out of the Blue (1977). Compuesta por Jeff Lynne, fue publicada como el tercer sencillo del álbum, tras «Turn to Stone» y «Mr. Blue Sky».
Originalmente titulada «Dead End Street», su título fue cambiado durante las sesiones de grabación para evitar confusión con un éxito homónimo de The Kinks. El título original puede escucharse en el primer verso de la tercera estrofa: «I've been livin' on a dead end street».
El sencillo, con «Bluebird is Dead» como cara B en la edición estadounidense y «Fire on High» en la británica, llegó al puesto seis en la lista británica UK Singles Chart y en la irlandesa Irish Singles Chart. Como novedad, las primeras copias de la publicación en 7" y en 12" fueron impresa en vinilo púrpura transparente. La versión publicada en los Estados Unidos era diez segundos más corta en contraposición a la versión británica. En los Estados Unidos, el sencillo alcanzó el puesto 17 en la lista Billboard Hot 100.

## Posición en listas
| País              | Lista                    | Posición |
| ----------------- | ------------------------ | -------- |
| Australia         | Kent Music Report        | 38       |
| Austria           | Ö3 Austria Top 40        | 27       |
| Bélgica (Flandes) | Ultratop 200 Albums      | 30       |
| Canadá            | RPM Top Singles          | 16       |
| Francia           | SNEP Albums Chart        | 69       |
| Irlanda           | Irish Singles Chart      | 6        |
| Países Bajos      | Dutch Top 40             | 27       |
| Reino Unido       | Official Charts Company  | 6        |
| Estados Unidos    | Billboard Hot 100        | 17       |
| Estados Unidos    | Cash Box Top 100 Singles | 18       |
| Estados Unidos    | Record World Singles     | 23       |
| Estados Unidos    | Billboard Year-End       | 86       |